# 1468
Il 1468 (MCDLXVIII in numeri romani) è un anno bisestile del XV secolo.

## Eventi
- Baeda Maryam succede al padre Zara Yaqob come imperatore d'Etiopia.
- Ultima esecuzione di condanna capitale a San Marino.

## Nati
- 26 gennaio - Guillaume Budé, umanista francese († 1540)
- 1º febbraio - Giacomo Colombo, navigatore italiano († 1515)
- 14 febbraio - Johann Werner, cartografo, matematico e religioso tedesco († 1522)
- 18 febbraio - Francesca Bentivoglio, italiana († 1504)
- 29 febbraio - Papa Paolo III, papa, vescovo cattolico e cardinale italiano († 1549)
- 25 marzo - Tommaso Diplovatazio, giurista bizantino († 1541)
- 29 marzo - Carlo I di Savoia, nobile († 1490)
- 30 marzo - Diego García de Paredes, militare spagnolo († 1534)
- 6 aprile - Mattia della Robbia, religioso e scultore italiano († 1534)
- 27 aprile - Fryderyk Jagiellończyk, cardinale e arcivescovo cattolico polacco († 1503)
- 30 giugno - Giovanni di Sassonia, principe († 1532)
- 12 luglio - Juan del Encina, poeta, drammaturgo e compositore spagnolo († 1529)
- 24 luglio - Caterina di Sassonia, nobile tedesca († 1524)
- 10 agosto - Lorenzo Tornabuoni, nobile italiano († 1497)
- 26 agosto - Bernardo de' Rossi, vescovo cattolico italiano († 1527)
- 15 settembre - Enrico di Brunswick-Lüneburg, nobile tedesco († 1532)
- 27 settembre - Sigismondo di Bayreuth, nobile tedesco († 1495)
- 22 ottobre - Nunziato d'Antonio, pittore italiano († 1525)
- 18 dicembre - Giovanna degli Albizzi, italiana († 1488)
- Akechi Mitsutsugu, militare giapponese († 1538)
- Altobello Averoldi, vescovo cattolico italiano († 1531)
- Pietro Bairo, medico italiano († 1558)
- Basilio il Benedetto, religioso e santo russo († 1552)
- Marino Becichemo, letterato e oratore albanese († 1526)
- Valerio Belli, orafo, incisore e medaglista italiano († 1546)
- Marino Ascanio Caracciolo, cardinale e vescovo cattolico italiano († 1538)
- Caterina di Navarra, sovrana († 1517)
- Francesco Donà, doge († 1553)
- Rodrigo Díaz de Vivar, militare spagnolo († 1523)
- Melchiorre Guerriero, italiano († 1525)
- Matthäus Lang von Wellenburg, cardinale e arcivescovo cattolico tedesco († 1540)
- Diego Hurtado de Mendoza y Lemos, nobile e militare spagnolo († 1536)
- Pedro Alonso Niño, esploratore spagnolo († 1505)
- Gerolamo Querini, patriarca cattolico italiano († 1554)
- Renato di Savoia-Villars, nobile italiano († 1525)
- Maria Savorgnan, nobildonna italiana († 1529)
- Fatma Sultan, principessa ottomana
- Cristoforo Solari, scultore e architetto italiano († 1524)
- Bartolomeo Spani, orafo, scultore e architetto italiano († 1539)
- Paolo Suriani, monaco cristiano e medico italiano († 1522)
- Luigi Tasso, vescovo cattolico italiano († 1520)
- Roberto Tibaldeschi, vescovo cattolico italiano († 1517)
- Juan de Zumárraga, arcivescovo cattolico e francescano spagnolo († 1548)
- Jacopo da Fogliano, compositore, organista e clavicembalista italiano († 1548)
- Diego de Arana, politico e marinaio spagnolo († 1493)
- Pregianni de Bidoux, ammiraglio francese († 1528)
- Juan de Padilla, religioso e poeta spagnolo
- Giovanni II di Monaco, monegasco († 1505)

## Morti
- 17 gennaio - Scanderbeg, condottiero e patriota albanese (n. 1405)
- 3 febbraio - Johannes Gutenberg, orafo e tipografo tedesco
- 13 febbraio - Giovanna Enríquez, regina (n. 1425)
- 19 febbraio - Elisabetta Picenardi, beata italiana (n. 1428)
- 12 marzo - Astorre II Manfredi, condottiero e politico italiano (n. 1412)
- 16 giugno - Jean Le Fèvre de Saint-Remy, storico francese (n. 1395)
- 5 luglio - Alfonso XII di Castiglia, sovrano (n. 1453)
- 26 agosto - Zara Yaqob, sovrano etiope (n. 1399)
- 23 settembre - Sejo di Joseon, re coreano (n. 1417)
- 26 settembre - Juan de Torquemada, cardinale e vescovo cattolico spagnolo (n. 1388)
- 9 ottobre - Sigismondo Pandolfo Malatesta, condottiero italiano (n. 1417)
- 11 ottobre - Pigello Portinari, banchiere e imprenditore italiano (n. 1421)
- 19 ottobre - Isabel de Borja y Cavanilles, nobildonna spagnola
- 23 novembre - Jean de Dunois, generale francese (n. 1402)
- 6 dicembre - Zanobi Strozzi, pittore e miniatore italiano (n. 1412)
- 28 dicembre - Jean di Michaëlis, vescovo cattolico svizzero
- Abramo I di Gerusalemme, arcivescovo ortodosso bizantino
- Abu al-Khayr Khan, politico uzbeko (n. 1412)
- Miozia Caetani, nobildonna italiana (n. 1400)
- Matteo de' Pasti, medaglista e miniatore italiano
- Pomellina Fregoso, nobile
- Bona Lombarda, italiana (n. 1417)
- Giovanna di Nassau-Dillenburg, nobile tedesca (n. 1444)
- Ludovico da Romagnano, vescovo cattolico italiano
- Bernardo Rossi, vescovo cattolico italiano (n. 1432)
- Pier Brunoro Sanvitale, condottiero italiano
- Michele Savonarola, medico, umanista e scienziato italiano (n. 1385)
- Caterina Scotti, nobildonna italiana
- Francesco Squarcione, pittore e collezionista d'arte italiano (n. 1397)
- Eleanor Talbot, britannica
- Antonia Torelli, nobile italiana (n. 1406)
- Filippo di Matteo Torelli, pittore e miniatore italiano (n. 1409)
- Bianca Maria Visconti, nobile italiana (n. 1425)
- Giovanni I d'Albret, militare e politico francese (n. 1425)
- Hugues de Coat Tredrez, cardinale francese
- Francesco del Borgo, architetto italiano

## Calendario
| Calendario 1468 | Calendario 1468 | Calendario 1468 | Calendario 1468 | Calendario 1468 | Calendario 1468 | Calendario 1468 | Calendario 1468 | Calendario 1468 | Calendario 1468 | Calendario 1468 | Calendario 1468 | Calendario 1468 | Calendario 1468 | Calendario 1468 | Calendario 1468 | Calendario 1468 | Calendario 1468 | Calendario 1468 | Calendario 1468 | Calendario 1468 | Calendario 1468 | Calendario 1468 | Calendario 1468 | Calendario 1468 | Calendario 1468 | Calendario 1468 | Calendario 1468 | Calendario 1468 | Calendario 1468 | Calendario 1468 | Calendario 1468 | Calendario 1468 |
| --------------- | --------------- | --------------- | --------------- | --------------- | --------------- | --------------- | --------------- | --------------- | --------------- | --------------- | --------------- | --------------- | --------------- | --------------- | --------------- | --------------- | --------------- | --------------- | --------------- | --------------- | --------------- | --------------- | --------------- | --------------- | --------------- | --------------- | --------------- | --------------- | --------------- | --------------- | --------------- | --------------- |
|                 | 1               | 2               | 3               | 4               | 5               | 6               | 7               | 8               | 9               | 10              | 11              | 12              | 13              | 14              | 15              | 16              | 17              | 18              | 19              | 20              | 21              | 22              | 23              | 24              | 25              | 26              | 27              | 28              | 29              | 30              | 31              |                 |
| Gennaio         | Ve              | Sa              | Do              | Lu              | Ma              | Me              | Gi              | Ve              | Sa              | Do              | Lu              | Ma              | Me              | Gi              | Ve              | Sa              | Do              | Lu              | Ma              | Me              | Gi              | Ve              | Sa              | Do              | Lu              | Ma              | Me              | Gi              | Ve              | Sa              | Do              |                 |
| Febbraio        | Lu              | Ma              | Me              | Gi              | Ve              | Sa              | Do              | Lu              | Ma              | Me              | Gi              | Ve              | Sa              | Do              | Lu              | Ma              | Me              | Gi              | Ve              | Sa              | Do              | Lu              | Ma              | Me              | Gi              | Ve              | Sa              | Do              | Lu              |                 |                 |                 |
| Marzo           | Ma              | Me              | Gi              | Ve              | Sa              | Do              | Lu              | Ma              | Me              | Gi              | Ve              | Sa              | Do              | Lu              | Ma              | Me              | Gi              | Ve              | Sa              | Do              | Lu              | Ma              | Me              | Gi              | Ve              | Sa              | Do              | Lu              | Ma              | Me              | Gi              |                 |
| Aprile          | Ve              | Sa              | Do              | Lu              | Ma              | Me              | Gi              | Ve              | Sa              | Do              | Lu              | Ma              | Me              | Gi              | Ve              | Sa              | Do              | Lu              | Ma              | Me              | Gi              | Ve              | Sa              | Do              | Lu              | Ma              | Me              | Gi              | Ve              | Sa              |                 |                 |
| Maggio          | Do              | Lu              | Ma              | Me              | Gi              | Ve              | Sa              | Do              | Lu              | Ma              | Me              | Gi              | Ve              | Sa              | Do              | Lu              | Ma              | Me              | Gi              | Ve              | Sa              | Do              | Lu              | Ma              | Me              | Gi              | Ve              | Sa              | Do              | Lu              | Ma              |                 |
| Giugno          | Me              | Gi              | Ve              | Sa              | Do              | Lu              | Ma              | Me              | Gi              | Ve              | Sa              | Do              | Lu              | Ma              | Me              | Gi              | Ve              | Sa              | Do              | Lu              | Ma              | Me              | Gi              | Ve              | Sa              | Do              | Lu              | Ma              | Me              | Gi              |                 |                 |
| Luglio          | Ve              | Sa              | Do              | Lu              | Ma              | Me              | Gi              | Ve              | Sa              | Do              | Lu              | Ma              | Me              | Gi              | Ve              | Sa              | Do              | Lu              | Ma              | Me              | Gi              | Ve              | Sa              | Do              | Lu              | Ma              | Me              | Gi              | Ve              | Sa              | Do              |                 |
| Agosto          | Lu              | Ma              | Me              | Gi              | Ve              | Sa              | Do              | Lu              | Ma              | Me              | Gi              | Ve              | Sa              | Do              | Lu              | Ma              | Me              | Gi              | Ve              | Sa              | Do              | Lu              | Ma              | Me              | Gi              | Ve              | Sa              | Do              | Lu              | Ma              | Me              |                 |
| Settembre       | Gi              | Ve              | Sa              | Do              | Lu              | Ma              | Me              | Gi              | Ve              | Sa              | Do              | Lu              | Ma              | Me              | Gi              | Ve              | Sa              | Do              | Lu              | Ma              | Me              | Gi              | Ve              | Sa              | Do              | Lu              | Ma              | Me              | Gi              | Ve              |                 |                 |
| Ottobre         | Sa              | Do              | Lu              | Ma              | Me              | Gi              | Ve              | Sa              | Do              | Lu              | Ma              | Me              | Gi              | Ve              | Sa              | Do              | Lu              | Ma              | Me              | Gi              | Ve              | Sa              | Do              | Lu              | Ma              | Me              | Gi              | Ve              | Sa              | Do              | Lu              |                 |
| Novembre        | Ma              | Me              | Gi              | Ve              | Sa              | Do              | Lu              | Ma              | Me              | Gi              | Ve              | Sa              | Do              | Lu              | Ma              | Me              | Gi              | Ve              | Sa              | Do              | Lu              | Ma              | Me              | Gi              | Ve              | Sa              | Do              | Lu              | Ma              | Me              |                 |                 |
| Dicembre        | Gi              | Ve              | Sa              | Do              | Lu              | Ma              | Me              | Gi              | Ve              | Sa              | Do              | Lu              | Ma              | Me              | Gi              | Ve              | Sa              | Do              | Lu              | Ma              | Me              | Gi              | Ve              | Sa              | Do              | Lu              | Ma              | Me              | Gi              | Ve              | Sa              |                 |